# Championnats du monde de boxe amateur 1995
Navigation
Édition précédente Édition suivante
Les 8e championnats du monde de boxe amateur masculins se sont déroulés du 4 au 15 mai 1995 à Berlin, Allemagne, sous l'égide de l'AIBA (Association Internationale de Boxe Amateur).

## Résultats

### Podiums
| Catégories                    | Or                    | Argent              | Bronze                           |
| Poids mi-mouches (-48 kg)     | Daniel Petrov         | Bernard Inom        | Hamil Berhili Juan Ramírez       |
| Poids mouches (-51 kg)        | Zoltan Lunka          | Bolat Yumadilov     | Raúl González Joni Turunen       |
| Poids coqs (-54 kg)           | Raimkul Malakhbekov   | Robert Ciba         | Dirk Krüger Artur Mikaelian      |
| Poids plumes (-57 kg)         | Serafim Todorov       | Noureddine Madjhoud | Vidas Bičiulaitis Falk Huste     |
| Poids légers (-60 kg)         | Leonard Doroftei      | Bruno Wartelle      | Pablo Rojas Marco Rudolph        |
| Poids super-légers (-63,5 kg) | Héctor Vinent         | Nurhan Süleymanoğlu | Radoslav Susleikov Oktay Urkal   |
| Poids welters (-67 kg)        | Juan Hernández Sierra | Oleg Saitov         | Narinam Atayev Andreas Otto      |
| Poids super-welters (-71 kg)  | Francisc Vastag       | Alfredo Duvergel    | Markus Beyer Slaviša Popović     |
| Poids moyens (-75 kg)         | Ariel Hernández       | Tomasz Borowski     | Mohamed Mesbahi Dilshod Yarbekov |
| Poids mi-lourds (-81 kg)      | Antonio Tarver        | Diosvany Vega       | Vassiliy Jirov Thomas Ulrich     |
| Poids lourds (-91 kg)         | Félix Savón           | Luan Krasniqi       | Christophe Mendy Sinan Samilsan  |
| Poids super-lourds (+91 kg)   | Aleksey Lezin         | Vitali Klitschko    | Lawrence Clay-Bey Rene Monse     |

### Tableau des médailles
| Place | Pays              | Médaille d'or, monde | Médaille d'argent, monde | Médaille de bronze, monde | Total |
| ----- | ----------------- | -------------------- | ------------------------ | ------------------------- | ----- |
| 1     | Cuba              | 4                    | 2                        | 3                         | 9     |
| 2     | Russie            | 2                    | 1                        | 0                         | 3     |
| 3     | Bulgarie          | 2                    | 0                        | 1                         | 3     |
| 4     | Roumanie          | 2                    | 0                        | 0                         | 2     |
| 5     | Allemagne         | 1                    | 1                        | 8                         | 10    |
| 6     | États-Unis        | 1                    | 0                        | 1                         | 2     |
| 7     | France            | 0                    | 2                        | 1                         | 3     |
| 8     | Pologne           | 0                    | 2                        | 0                         | 2     |
| 9     | Kazakhstan        | 0                    | 1                        | 1                         | 2     |
| 9     | Turquie           | 0                    | 1                        | 1                         | 2     |
| 11    | Algérie           | 0                    | 1                        | 0                         | 1     |
| 11    | Ukraine           | 0                    | 1                        | 0                         | 1     |
| 13    | Maroc             | 0                    | 0                        | 2                         | 2     |
| 13    | Ouzbékistan       | 0                    | 0                        | 2                         | 2     |
| 15    | Arménie           | 0                    | 0                        | 1                         | 1     |
| 15    | Finlande          | 0                    | 0                        | 1                         | 1     |
| 15    | Lituanie          | 0                    | 0                        | 1                         | 1     |
| 15    | Serbie            | 0                    | 0                        | 1                         | 1     |
| Total | 18 pays médaillés | 12                   | 12                       | 24                        | 48    |